# 18式防弾ベスト
18式防弾ベスト（ひとはちしきぼうだんベスト）は、陸上自衛隊が使用するボディーアーマーである。

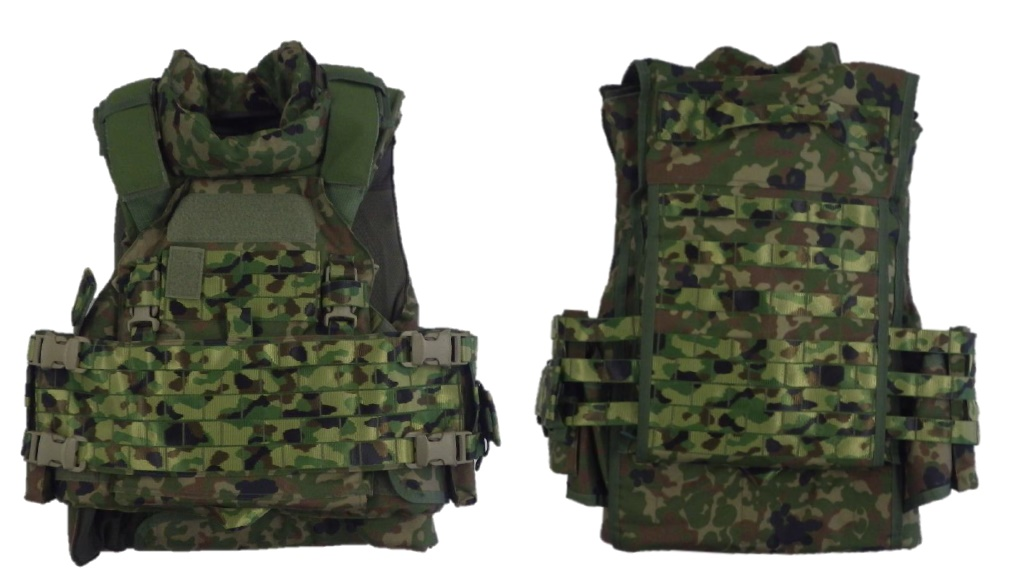
18式防弾ベスト

## 概要
18式防弾ベストは防弾チョッキ3型および防弾チョッキ3型(改)の後継として採用されたボディーアーマーであり、2023年（令和5年）度予算から調達が開始された新型戦闘装着セットの一部を成すものである。なお、防弾ベスト自体は2022年（令和4年）より調達が開始されている。

## 機能・構造
本装備は主に本体、拡張部、防弾板から構成されている。
本体は、18式防弾ベストの中心となる部分であり､主にプレートキャリアと胴部（ソフトアーマー）から構成されている。プレートキャリアは前面および背面に縫い付けられたPALSウェビングを使用して各種装具を装着する事が可能であり､前面と背面にそれぞれ防弾板を収納できる。また、クイックリリース機能を備えており､前面と背面（両脇と左肩）を容易に分離できるとされている。胴部はプレートキャリアーの下に着込む､いわゆるソフトアーマーであり、着用法はスライドファスナーによる前合せ式となっている。プレートキャリアと異なりPALSウェビング等の装具を装着するための取付具や防弾板を収納するポケット、クイックリリース機能は備わっていない。なおプレートキャリアと胴部は拡張部を取付ける事で防護範囲を拡大することができる。
拡張部は、本体に装着して防護範囲を拡大するための追加装備であり、主に脇部、腰部、上腕部、下腹部、大腿部の5種類のパーツで構成されている。各部には脇部を除いて耐弾材が挿入されており､さらに上腕部、下腹部、脇部は防弾板を収納できる構造となっている。
防弾板は、本体および拡張部に挿入して小銃弾への防護能力を付与するセラミックプレートであり、胸部用、背部用、上腕部用、脇部用、下腹部用の5種類のプレートが存在する。1組あたりの構成は胸部、背部、下腹部用が各1枚、上腕および脇部用が各2枚ずつの計7枚となっている。